# 石川征太郎
石川 征太郎（いしかわ せいたろう、1985年5月27日 - ）は、東京都出身の日本の指揮者。

## 略歴
啓明学園中学校・高等学校、NHK学園高等学校を経て東京藝術大学音楽学部指揮科を卒業後、ロベルト・シューマン音楽大学音楽学部を卒業、同大学院を修了。
音楽事務所ジャパン・アーツの協力アーティスト。2021年に名前を石川星太郎から石川征太郎と改める。
2011年および2012年ロームミュージックファンデーション奨学生。ゲルハルト・ボッセのアシスタント指揮者となり、ボッセ死去の2013年以降は後任として神戸市室内合奏団の定期演奏会の指揮者を務める。
2015年1月にソウルで日韓国交正常化50周年記念演奏会で日韓の合同オーケストラと共演。同年6月には第10回読響カレッジでの指揮者を務めた。2017年3月に「つながる心、つながる力　みんなでつくる復興コンサート2017 supported by KDDI」で指揮者に選ばれ仙台フィルハーモニー管弦楽団と共演。2018年6月にはハンブルク州立歌劇場でペーター・ルジツカの新作オペラ『ベンヤミン』世界初演の副指揮者を務めた。
これまで、指揮を田中良和、ハンス＝マルティン・シュナイト、ゲルハルト・ボッセ、リューディガー・ボーンに、ピアノを林達也、ユーラ・マルグリスに、コレペティトゥールをゲルハルト・ミヒャルスキに師事している。

## 受賞歴
- 2008年 東京藝術大学でアカンサス音楽賞受賞[1]。
- 2016年 第1回フェリックス・メンデルスゾーン国際指揮者コンクールにおいて第2位[13]。